# Krarup Sogn
Krarup Sogn ist eine Kirchspielsgemeinde (dän.: Sogn)
auf der Insel Fyn (dt.: Fünen) im südlichen Dänemark.
Bis 1970 gehörte sie zur Harde Sallinge Herred im damaligen Svendborg Amt, danach zur Ringe Kommune im
Fyns Amt, die im Zuge der  Kommunalreform zum 1. Januar 2007 in der
Faaborg-Midtfyn Kommune in der Region Syddanmark aufgegangen ist.
Im Kirchspiel leben 569 Einwohner, davon 204 im Kirchdorf (Stand: 1. Januar 2023).

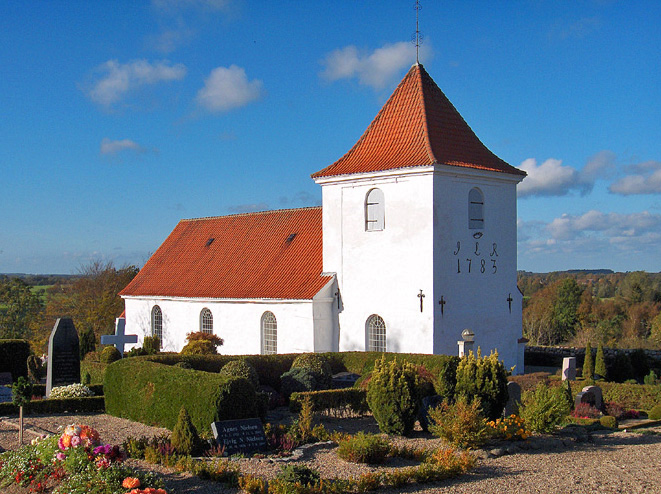
Krarup Kirke

Im Kirchspiel liegt die Kirche „Krarup Kirke“.
Nachbargemeinden sind  im Südwesten Vester Åby Sogn, im Westen Brahetrolleborg Sogn, im Norden Espe Sogn und Herringe Sogn und im Osten Kværndrup Sogn, ferner in der südöstlich benachbarten Svendborg Kommune Stenstrup Sogn und Hundstrup Sogn.